# DIN 18205
Die DIN 18205 befasst sich mit der Bedarfsplanung im Bauwesen und wurde erstmalig im Jahr 1996 veröffentlicht. Sie beschreibt die „methodische Ermittlung der Bedürfnisse von Bauherrn und Nutzern, deren zielgerichtete Aufbereitung als Bedarf und dessen Umsetzung in bauliche Anforderungen“. In der DIN 18205 werden die einzelnen Aspekte der Bedarfsplanung in fünf aufeinander aufbauende Prozessschritte gegliedert. Im Anhang der Norm sind Checklisten enthalten, die es ermöglichen, die Anforderungen nach ihrer Vollständigkeit zu kontrollieren.

## Bedeutung und Inhalt der Bedarfsplanung
Die Bedarfsplanung ist ein Instrument, um dem Bauherren alle notwendigen Informationen für Investitionsentscheidungen an die Hand zu geben. In der Einleitung der Ausgabe aus dem Jahr 2016 wird die Bedarfsplanung als „unverzichtbarer Bestandteil der Planung und Realisierung von Projekten im Bauwesen jeder Art“ definiert. Im Vorwort zur Ausgabe aus dem Jahr 1996 hieß es „In Deutschland ist bisher die Aufmerksamkeit für diese Frühphase von Bauplanungsprozessen gering. Da aber jedes Bauprojekt diese Phase – wenn auch noch so unzureichend gehandhabt – durchläuft, und da in dieser Phase die Weichen für alle späteren Ereignisse jeder Bauplanung gestellt werden, liegt eine Qualitätsverbesserung im Interesse aller Beteiligten. Sie hat sowohl für das Einzelprojekt als auch für das Bauwesen insgesamt und seine volkswirtschaftlichen Konsequenzen erhebliche Bedeutung.“ Die Bedeutung der Bedarfsplanung für Bauvorhaben wurde zumindest von den Bedarfsträgern im Bundesbau schon früh erkannt. Die notwendigen Schritte der Bedarfsplanung werden in den Richtlinien für die Durchführung von Bauaufgaben des Bundes (RBBau) detailliert beschrieben. Daneben gehört die DIN 18205 zu den maßgeblichen Regelwerken auch bei öffentlichen Bauvorhaben.
Die Bedarfsplanung legt die Basis für die weitere Planung. Die Problemfeststellung ist Grundlage und Voraussetzung der Beauftragung des weiteren Planungsprozesses, der in der Regel nach den Vorgaben der Honorarordnung für Architekten und Ingenieure (HOAI) vergütet wird. Die Erstellung einer Bedarfsplanung ist in der HOAI als besondere, also als gesondert zu vergütende Leistung genannt. Die Leistung ist demnach nicht durch das Honorar für die Grundlagenermittlung abgedeckt und muss vom Auftraggeber selbst durchgeführt oder zumindest begleitet werden. Schwierigkeiten hierbei bereiten oftmals die fehlende Fachkompetenz. Deshalb ist es für viele Bedarfsträger ratsam, die Bedarfsplanung mit Hilfe eines Fachmannes, zum Beispiel einem Projektentwickler oder einem darauf spezialisierten Planungsbüro, durchzuführen. In der Norm wird ein Leistungsbild für die Bedarfsplanung vorgestellt. Eine Grundlage für die Ermittlung eines Honorars wird durch die Norm nicht gegeben. Hierzu kann das Heft 19 – Ergänzende Leistungsbilder im Projektmanagement für die Bau- und Immobilienwirtschaft von der AHO herangezogen werden.

### Prozessschritte
Die ersten vier Teilschritte von dem Prozess der Bedarfsplanung dienen der Ermittlung der projektspezifischen Inhalte. Im fünften Prozessschritt wird in einer Variantenuntersuchung zur Bedarfsdeckung die Machbarkeit der Bedarfsplanung überprüft und die Gesamtwirtschaftlichkeit bewertet. Der sechste Teilschritt bekräftigt die Ganzheitlichkeit der Bedarfsplanung. Dieser Teilschritt ist in den weiteren Planungsphasen ständig zu wiederholen.
1. Projektkontext klären.
2. Projektziele festlegen.
3. Informationen erfassen und auswerten.
4. Bedarfsplan erstellen.
5. Bedarfsdeckung untersuchen und festlegen.
6. Bedarfsplan und Lösungen abgleichen.

In der Norm werden die einzeln Prozessschritte jeweils weiter unterteilt und detailliert beschrieben. Durch die Dokumentation von dem Planungsergebnissen im Bedarfsplan wird eine Soll-Vorgabe geschaffen, die das Bauvorhaben ständig begleitet. An dem Bedarfsplan (Ergebnis der Bedarfsplanung) müssen sich die Planungsbeteiligten, also der Architekt und die Fachingenieure im weiteren Planungsprozess orientieren und ihre Planung ständig mit der Bedarfsplanung abgleichen. Der Bedarfsplan kann auch als Basis für Wettbewerbe eingesetzt werden.

### Nutzerbedarfprogramm
Ein Kernpunkt der Dokumentation von der Bedarfsplanung im Hochbau ist mindestens ein Nutzerbedarfprogramm, indem die quantitativen Anforderungen und die quantitativen Bedürfnisse des zukünftigen Nutzers festgehalten werden.
Ein Nutzerbedarfprogramm definiert zum Beispiel:
- Art und Anzahl der benötigten Flächen nach DIN 277 und Zimmer (Raumprogramm, Flächenbedarf in Abhängigkeit von der Funktion, notwendige Raumhöhen);
- Qualität und Ausstattung (des Arbeitsplatzes, Beleuchtung, Geräte, Möblierung, Kommunikationssysteme);
- Organisatorische und betriebliche Randbedingungen (Transportwege, sonstige funktionale Bezeichnungen);
- Technische und gesetzliche Randbedingungen (Strahlenbelastung, Schallschutz);
- Finanzielle und terminliche Randbedingungen